# Округ Каминг (Небраска)
Каминг (енгл. Cuming County) је округ у америчкој савезној држави Небраска.

## Демографија
По попису из 2010. године број становника је 9.139, што је 1.064 (-10,4%) становника мање него 2000. године.
| Група             | 2000.         | 2010.         |
| Белци             | 9.552 (93,6%) | 8.271 (90,5%) |
| Афроамериканци    | 13 (0,1%)     | 13 (0,1%)     |
| Азијати           | 20 (0,2%)     | 18 (0,2%)     |
| Хиспаноамериканци | 559 (5,5%)    | 754 (8,3%)    |
| Укупно            | 10.203        | 9.139         |